# سوبر ماريو ورلد 2: يوشيز آيلاند
سوبر ماريو ورلد 2: يوشيز آيلاند (بالإنجليزية: Super Mario World 2: Yoshi's Island‎؛ باليابانية: スーパーマリオ　ヨッシーアイランド) هي لعبة فيديو من نوع مغامرات وتلعب لشخص واحد، من إنتاج شركة سوبر نينتندو إنترتينمنت سيستم سنة 1995 م، وهذه المرة تتحدث عن شخصية مميزة وهي ديناصور اللطيف ويدعى يوشي (بطل اللعبة) وهو يحمل سوبر ماريو عندما كان طفلا صغيرا في جزيرة ما، وكان الطفل ماريو وهو عاجز لا يستطيع أن يفعل أي شيء، فيظطر يوشي بحمله ودخوله إلى الأماكن الأمنة وهدف لعبة هو إعادة ماريو لأخيه لويجي.
صدرت اللعبة لأول مرة في اليابان ومن ثم صدرت إلى الولايات المتحدة بتاريخ 4 أكتوبر 1995 م والتي ترجمت من اللغة اليابانية إلى اللغة الإنجليزية، وبعد يومين تم إصدارها في النسخة الأوروبية في دول الاتحاد الأوروبي.
أعيدت إصدارها مجددا عبر الجهاز نينتندو دي أس 3 في شهر مارس عام 2011 كإعادة الإصدار مجددا، كما سبق وأن أعيد إصدارها عبر جهاز نينتندو دي إس سنة 2006.

## وصلات خارجية
- سوبر ماريو ورلد 2: يوشيز آيلاند على موقع IMDb (الإنجليزية)

- Official Nintendo Japan Super Mario World 2: Yoshi's Island site